# Вундерлих, Эрхард
Эрхард «Зепп» Вундерлих (нем. Erhard "Sepp" Wunderlich; 14 декабря 1956, Аугсбург — 4 октября 2012, Кёльн) — западногерманский гандболист, чемпион мира (1978), серебряный призёр летних Олимпийских игр в Лос-Анджелесе (1984).

## Биография
Выступал за немецкие клубы «Аугсбург», «Гуммерсбах», «Мильбертсхофен» и «Бад-Швартау», а также — в испанской «Барселоне». В 1976—1986 гг. — в составе сборной Германии, в 140 играх забил 504 голов. За сборную дебютировал 19 ноября 1976 года в матче со сборной Румынии в Брашове. В 1978 г. был самым молодым игроком в сборной ФРГ, ставшей чемпионом мира после победны в финале над сборной СССР
(20:19). В 1984 г. на Олимпийских играх в Лос-Анджелесе выиграл серебряную медаль. В сезонах 1981/82 и 1982/83 был лучшим бомбардиром первенства бундеслиги. В составе «Гуммерсбаха» становился обладателем Кубка чемпионов, в 1981 и 1982 гг. — признавался «Гандболистом года» в ФРГ.
В 1990—1993 гг. — менеджер в клубе «Мильбертсхофен», затем год работал тренером и менеджером в «Бад Швартау». Его сотрудничество с гандбольной бундеслигой закончилось в 2005 г. В 1990-х гг. владел предприятием по производству офисной техники. Со своей второй женой в 2006 г. открыл отель Villa Wunderlich на Мондзее.
Умер 4 октября 2012 года от рака кожи. Похоронен в Аугсбурге 10 октября.